# The Lawless Frontier
The Lawless Frontier (bra: Fronteiras sem Lei) é um filme norte-americano de 1934, do gênero faroeste, dirigido por Robert N. Bradbury e estrelado por John Wayne e Sheila Terry.

## A produção
Rodado em pouco mais de cinco dias no Parque Nacional Red Rock Canyon, o destaque de The Lawless Frontier é o elenco. Earl Dwire se sobressai como um bandido mexicano, com uma peruca mal acabada e um horrível sotaque. George Hayes, ainda sem o Gabby com que se tornaria conhecido, rouba todas as cenas de que participa. Já o lendário dublê Yakima Canutt chega a usar uma peruca para ficar parecido com a mocinha Sheila Terry.
The Lawless Frontier está em domínio público e, portanto, pode ser baixado gratuitamente no Internet Archive.

## Sinopse
John Tobin está atrás do assassino de seus pais, o criminoso mexicano Pandro Zanti. Ele o encontra quando Zanti está prestes a matar o rancheiro Dusty para ficar com suas terras e sua filha Ruby. Preso, o bandido consegue escapar do xerife Luke Williams, que, além de tudo isso, ainda confunde Tobin com um dos capangas de Zanti.

## Elenco
| Ator/Atriz       | Personagem           |
| ---------------- | -------------------- |
| John Wayne       | John Tobin           |
| Sheila Terry     | Ruby                 |
| George Hayes     | Dusty                |
| Jack Rockwell    | Xerife Luke Williams |
| Buffalo Bill Jr. | Capanga              |
| Yakima Canutt    | Joe                  |
| Bud Wood         | Miller               |
| Earl Dwire       | Pandro Zanti         |